# شایوبابونی
شایوبابونی (به مجاری:  Sajóbábony) یک منطقهٔ مسکونی در مجارستان است که در ناحیه میشکولتس واقع شده‌است. شایوبابونی ۱۳٫۴۵ کیلومتر مربع مساحت و ۲٬۹۷۸ نفر جمعیت دارد.